# Metro-Tyler
Metro-Tyler is een Brits historisch merk van motorfietsen, afkomstig van de firma Tyler Apparatus Co. Ltd., Londen (1919-1923).
In 1919 gingen de Londense merken Metro en Tyler samenwerken, waardoor dit nieuwe merk ontstond. Metro-Tyler bouwde de 269 cc motorfiets die eerst door Metro was geproduceerd, maar ook V-twins van 696 cc en eencilinders van 350 cc met OHC-blokken van Blackburne. 